# Paulus van Middelburg
Paulus van Middelburg (Middelburg, 1446 - Rome, 13 december 1534) was een Nederlands astronoom en wiskundige en was tevens bisschop van Fossombrone.

## Biografie

### Vroege leven
Paulus werd geboren in Middelburg, de hoofdstad van het graafschap Zeeland, maar zijn achternaam is echter niet bekend. Hij genoot onderwijs aan de Bogaardenschool in Brugge en studeerde aan de universiteit van Leuven. Hier stond hij ingeschreven onder de naam "Paulus Adriani de Middelburch". Paulus had tijdens zijn studie speciale aandacht opgevat voor filosofie en theologie. Hij studeerde vervolgens geneeskunde aan de Universiteit van Padua en keerde vervolgens terug naar Middelburg om daar te doceren in dialectiek en theologie. Paulus werd hier ook priester, maar hij trok weldra naar Leuven om daar aan de universiteit te doceren.

### Docent in Padua en Urbino
Tijdens zijn docentschap in Leuven werd hij door het Signoria van Venetië benaderd om een betrekking te aanvaarden op de universiteit van Padua als lector in de astrologie. Paulus van Middelburg had in zijn tijd in Leuven kennisgemaakt met de astronomische-astrologische traditie van de Universiteit van Parijs die tot hem kwamen via onder meer Heymeric van de Velde. In zijn werken zijn dan ook de nodige theorieën van de meesters van de scholastiek terug te vinden.
In 1479 ondernam Paulus van Middelburg een reis naar de Abruzzen en bij zijn terugkeer naar Padua bezocht hij Urbino. Hij werd aldaar met veel eer ontvangen door Federico da Montefeltro. Om zijn dankbaarheid te uiten aan Montefeltro berekende Van Middelburg een prognosticon voor het jaar 1480. Hij werd vervolgens lijfarts van Da Montefeltre en ook diens astroloog. Dankzij hem werd hij benoemd tot abt van de abdij van San Christoforo. In 1484 keerde hij voor korte tijd terug naar Leuven.
Paulus van Middelburg correspondeerde ook veel met Marsilio Ficino. Vanaf 1488 richtte hij zich ook meer op de kalenderhervorming en hield hij zich minder bezig met voorspellingen te doen. Hij raakte ook bevriend met Nicolaas Copernicus en op basis van hun beider astronomische berekeningen besloot de kerk, naar herhaaldelijk aandringen van Paulus, om de juliaanse kalender te vervangen door gregoriaanse kalender.

### Bisschop
Op 30 juli 1494 werd Paulus van Middelburg door paus Alexander VI verkozen tot bisschop van Fossombrone. Ondanks dat de meerderheid van de wetenschappers en de kerk indertijd astrologie als een wetenschap erkenden was dit niet bij iedereen het geval. Onder meer Girolamo Savonarola aanvaardde astrologie niet als wetenschap en Paulus van Middelburg bestreed hem op dit punt dan ook. In zijn bisschopsstad bleef Van Middelburg verder werken aan zijn kalenderhervorming. Hij was dan ook aanwezig op het Vijfde Lateraans Concilie waar dit punt op de agenda stond. Het concilie ging echter uiteen zonder zich uit te spreken over de kalenderhervorming.
Na het concilie leidde hij een teruggetrokken leven en correspondeerde hij veel met opeenvolgende pausen en ook met Erasmus. In december 1534 werd hij door paus Paulus III naar Rome ontboden, maar stierf daar onverwacht op 13 december. Paulus van Middelburg werd de begraven in de Santa Maria dell'Anima in Rome.

## Werken
In zijn wetenschappelijke werk stelde Paulus van Middelburg diverse "prognosticaties" op en dit zijn astrologische voorspellingen die het resultaat zijn van astronomische en astrologische waarnemingen en berekeningen. Belangrijke wetenschappelijke werken van hem zijn:
- Epistola ad Universitatem Lovaniensem de Paschate recte observando (1487)
- Epistola apologetica (1488)
- Paulina, de recta Pasch celebratione (1513)